# میگل کاردوسو
میگل کاردوسو (انگلیسی: Miguel Cardoso؛ زادهٔ ۱۹ ژوئن ۱۹۹۴) بازیکن فوتبال اهل پرتغال است که در پست وینگر برای باشگاه قیصریه‌اسپور ترکیه بازی می‌کند.
او متولد سائو سباستیا دا پدریرا، لیسبون است.